# Équipe d'Allemagne de l'Est de football en 1969
Il s'agit des matchs de la sélection est-allemande au cours de l'année 1969.

## Matchs et résultats
| Qualifications coupe du monde 1970       | Allemagne de l'Est       | 2 – 2   | Italie       | Stade Walter-Ulbricht, Berlin-Est                   |                                                     |
| 29 mars 1969 · Historique des rencontres | Vogel 26e · Kreische 75e | (1 - 0) | 55e 81e Riva | Spectateurs : 60 000 Arbitrage : M.Bostrøm ( Suède) | Spectateurs : 60 000 Arbitrage : M.Bostrøm ( Suède) |

| Qualifications coupe du monde 1970        | Allemagne de l'Est  | 2 – 1   | Pays de Galles | Stade Heinz-Steyer, Dresde                            |                                                       |
| 16 avril 1969 · Historique des rencontres | Löwe 31e · Rock 89e | (1 - 0) | 57e England    | Spectateurs : 45 000 Arbitrage : M.Geluck ( Belgique) | Spectateurs : 45 000 Arbitrage : M.Geluck ( Belgique) |

| Match amical                             | Allemagne de l'Est | 0 – 1   | Chili     | Stade Ernst-Grube, Magdebourg                                       |                                                                     |
| 22 juin 1969 · Historique des rencontres |                    | (0 - 0) | 90e Javar | Spectateurs : 20 000 Arbitrage : M. Krauschvili ( Union soviétique) | Spectateurs : 20 000 Arbitrage : M. Krauschvili ( Union soviétique) |

| Match amical                               | Allemagne de l'Est                                            | 7 – 0   | Égypte | Ostseestadion, Rostock                                |                                                       |
| 9 juillet 1969 · Historique des rencontres | Frenzel 6e 32e 59e · Vogel 7e · Sparwasser 80e 82e · Löwe 84e | (3 - 0) |        | Spectateurs : 8 000 Arbitrage : M. Wöhrer ( Autriche) | Spectateurs : 8 000 Arbitrage : M. Wöhrer ( Autriche) |

| Match amical                                | Allemagne de l'Est    | 2 – 2   | Union soviétique            | Stade central, Leipzig                                   |                                                          |
| 25 juillet 1969 · Historique des rencontres | Löwe 7e · Frenzel 86e | (1 - 1) | 35e Puzach · 59e Chmelnizki | Spectateurs : 90 000 Arbitrage : M. Emsberger ( Hongrie) | Spectateurs : 90 000 Arbitrage : M. Emsberger ( Hongrie) |

| Qualifications coupe du monde 1970          | Pays de Galles | 1 – 3   | Allemagne de l'Est                 | Ninian Park, Cardiff                                 |                                                      |
| 22 octobre 1969 · Historique des rencontres | Powell 83e     | (0 - 0) | 54e Vogel · 60e Löwe · 62e Frenzel | Spectateurs : 22 500 Arbitrage : M. Machin ( France) | Spectateurs : 22 500 Arbitrage : M. Machin ( France) |

| Qualifications coupe du monde 1970           | Italie                                 | 3 – 0   | Allemagne de l'Est | Stade San Paolo, Naples                                   |                                                           |
| 22 novembre 1969 · Historique des rencontres | Mazzola 7e · Domenghini 25e · Riva 37e | (3 - 0) |                    | Spectateurs : 100 000 Arbitrage : M. Schiller ( Autriche) | Spectateurs : 100 000 Arbitrage : M. Schiller ( Autriche) |

| Match amical                                | Irak     | 1 – 1   | Allemagne de l'Est | Al-Shaab Stadium, Bagdad                                   |                                                            |
| 8 décembre 1969 · Historique des rencontres | Ammo 36e | (1 - 1) | 23e Körner         | Spectateurs : 20 000 Arbitrage : Saadi Abdul Karim ( Irak) | Spectateurs : 20 000 Arbitrage : Saadi Abdul Karim ( Irak) |

| Match amical                                 | Égypte     | 1 – 3   | Allemagne de l'Est                | Stade national, Le Caire                             |                                                      |
| 19 décembre 1969 · Historique des rencontres | Yacoub 54e | (0 - 1) | 35e Sparwasser · 60e 84e Kreische | Spectateurs : 20 000 Arbitrage : M. Latsios ( Grèce) | Spectateurs : 20 000 Arbitrage : M. Latsios ( Grèce) |